# Hubert Seipel

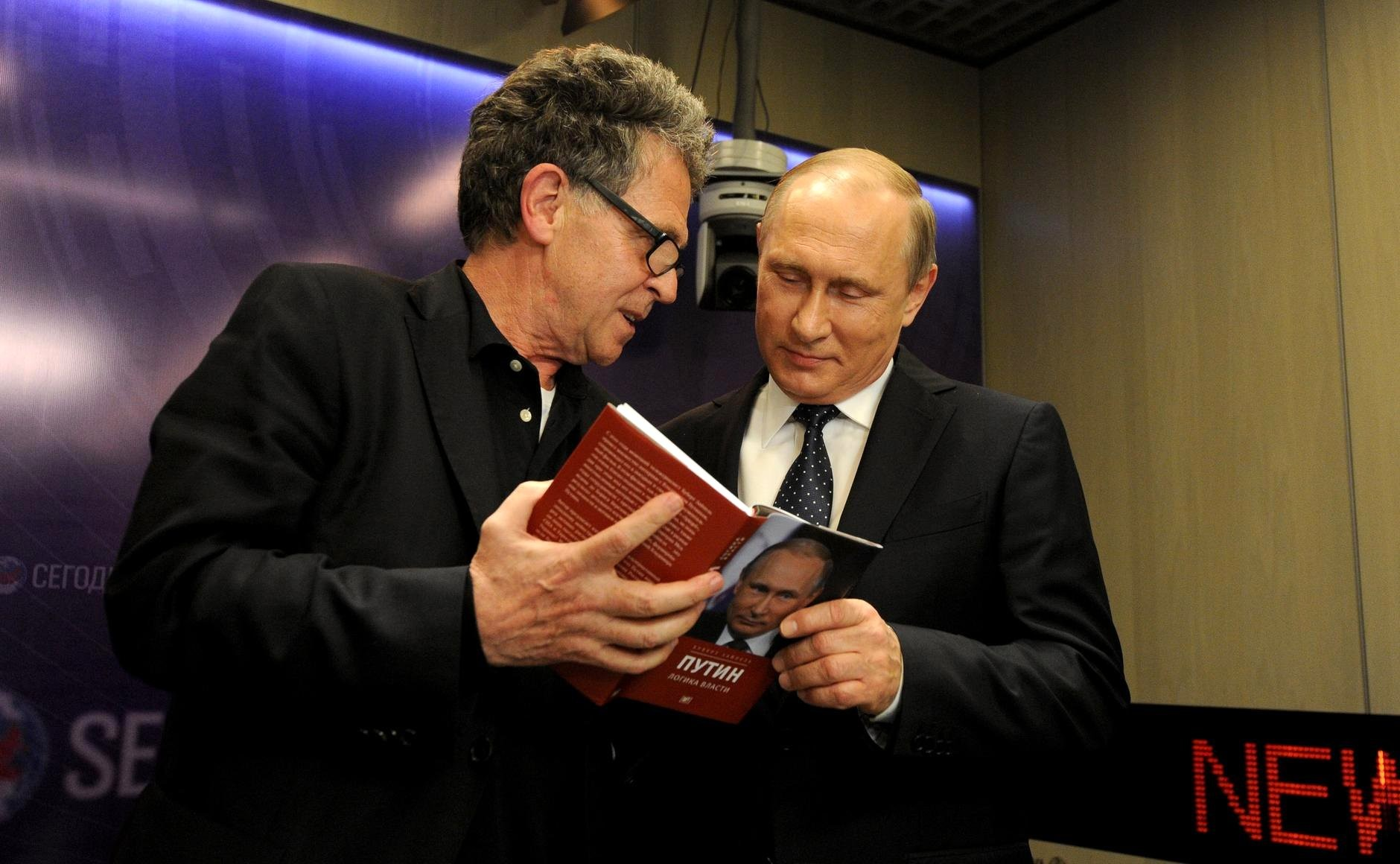
Hubert Seipel och Vladimir Putin på Rossija Segodnja med den ryska översättningen av boken Putin – Innenansichten der Macht, 2016)

Hubert Seipel, född 1950 i Alzenau i Tyskland, är en tysk journalist och dokumentärfilmare.
Hubert Seipel studerade statsvetenskap och historia vid Philipps-Universität Marburg samt statsvetenskap vid London School of Economics. Han har arbetat för Hessischer Rundfunk och varit utrikeskorrespondent för Stern och Der Spiegel. År 1985 gav han ut en fackbok om Flick-affären och skatteutredaren Klaus Förster, som avslöjade partidonationsskandalen.
Sedan 1991 har han arbetat inom undersökande journalistik för olika tv-kanaler. Han genomförde världens första tv-intervju med Edward Snowden efter Snowdenläckan den 26 januari 2014.
Under 2011 och 2012 följde Seipel med den ryske presidenten Vladimir Putin i flera månader för dokumentären Ich Putin – ein Porträt  om ryska presidentvalet 2012, som sändes på ARD (Tyskland). Seipel publicerade två böcker om Putin 2015 och 2021.

## Ersättning från Ryssland
I en intervju i radioprogrammet SWR1 People 2021 fick Seipel frågan om han någonsin hade fått arvode från Ryssland, vilket ha förnekade. Den 14 november 2023 rapporterade olika medier om ett hemligt sponsringskontrakt från 2018 till förmån för Seipel, värt 600.000 euro, betalt av en av Putins förtrogna, den ryske oligarken Aleksej Mordasjov. Genom skalföretaget De Vere Worldwide Corporation, baserat på Brittiska Jungfruöarna, skulle Seipel ha sponsrats för att skriva en bok "om det politiska landskapet i Ryska federationen". På frågan från Norddeutscher Rundfunk erkände Seipel att han hade slutit två kontrakt 2013 och 2018 och att han fått pengar från Aleksej Mordasjov, men förnekade att denne hade haft något inflytande över innehållet. 
Norddeutscher Rundfunk, för vilken Seipel filmat dokumentären Ich Putin – ein Porträt, uppgav att de inte hade någon kännedom om motsvarande betalningar. Förlaget Hoffmann och Campe tillkännagav också en utredning och stoppade distributionen av Seipels två böcker om Ryssland.